# Дулебе
Дулебе — населённый пункт в общине Тутин в Рашском округе. По переписи 2002 года проживало 56 человек.

## Демография
| 1948 | 1953 | 1961 | 1971 | 1981 | 1991 | 2002 |
| 155  | 168  | 122  | 90   | 47   | 55   | 56   |

Средний возраст населения — 28,3 года (мужчины — 32,3, женщины — 25,1).
Этнический состав: боснийцы — 42 человека (75 %), сербы — 14 человек (25 %).